# ۳-آمینواکریدین
۳-آمینواکریدین (به انگلیسی: 3-Aminoacridine) با فرمول شیمیایی C۱۳H۱۰N۲ یک ترکیب شیمیایی با شناسه پاب‌کم ۱۱۳۸۵ است. که جرم مولی آن ۱۹۴٫۲۳ g/mol می‌باشد. 